# Jürgen Makan
Jürgen Makan (* 5. Juli 1960) ist ein ehemaliger deutscher Fußballspieler.

## Karriere
Jürgen Makan kam als Jugendlicher 1974 vom SC Käfertal zum SV Waldhof Mannheim und gab sein Debüt als Profi (2. Bundesliga) am 5. November 1978 gegen den Karlsruher SC (1:1). Spätestens ab 1980 kam der Offensivspieler zu regelmäßigen Einsätzen in der ersten Mannschaft, die 1983 mit Trainer Klaus Schlappner in die Bundesliga aufstieg. 1983/84 kam er zu 22 Bundesligaeinsätzen, eine Saison später waren es nur noch sieben. 1985 verließ er den SV Waldhof und ging zum 1. FC Saarbrücken, ebenfalls Bundesligist. Dort kam er allerdings nur auf sechs Liga- und zwei Pokaleinsätze und verließ den Verein nach nur einer Saison, die mit dem Abstieg endete. Anschließend war er noch für den SV Sandhausen in der Oberliga Baden-Württemberg aktiv.

### Statistik
| Liga          | Spiele (Tore) |
| ------------- | ------------- |
| Bundesliga    | 035 0(3)      |
| 2. Bundesliga | 106 (14)      |
| Wettbewerb    |               |
| DFB-Pokal     | 013 0(2)      |

Hinzu kommen Spiele in Ligen unterhalb der 2. Bundesliga, für die keine vollständigen Daten vorliegen.